# DESY

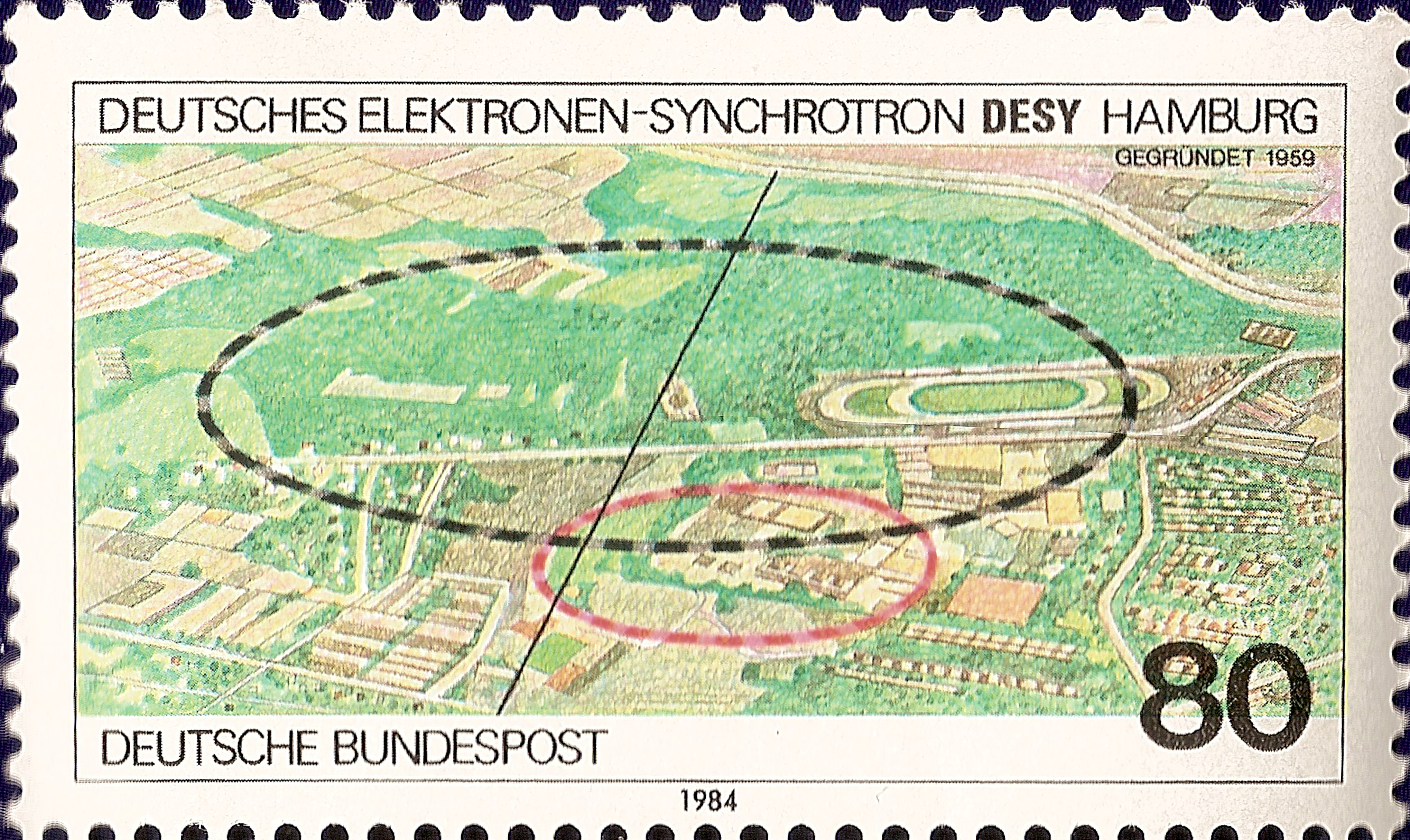
Mapa del DESY en un sello alemán.

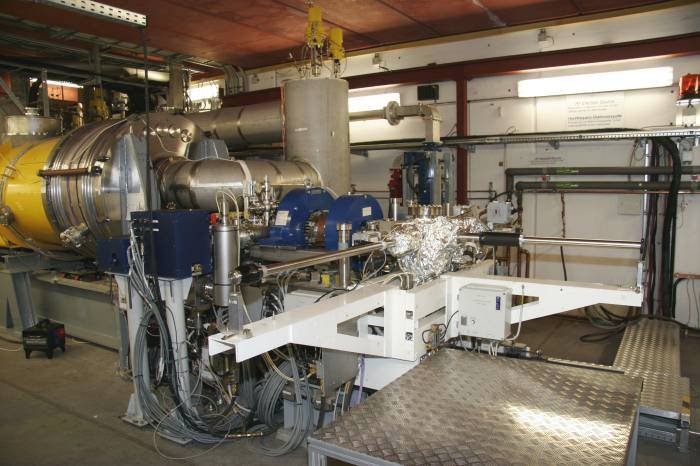
Acelerador de partículas FLASH, del DESY.

DESY (del alemán "Deutsches Elektronen Synchrotron"), o Sincrotrón Alemán de Electrones, es el mayor centro de investigación alemán de física de partículas, con sedes en Hamburgo y Berlín.
Sus objetivos fundamentales son la investigación básica en física de partículas y la investigación con radiación de sincrotrón. Ha desarrollado y opera varios aceleradores de partículas: DORIS, PETRA, HASYLAB, HERA y FLASH.
DESY está financiado por el estado alemán y es miembro de la Asociación Helmholtz de centros de investigación de Alemania. Fue fundado el 18 de diciembre de 1959 en Hamburgo mediante un tratado entre el ministro federal de energía atómica, Siegfried Balke, y el alcalde de Hamburgo, Max Brauer.

## Sedes
DESY tiene dos sedes, la principal en Hamburgo y otra menor en Zeuthen, junto a Berlín, ambas dentro del territorio de  Alemania.

### Hamburgo
La sede de Hamburgo está situada al oeste de la ciudad y limitada por el anillo del acelerador de partículas PETRA. Una parte de un anillo mayor llamado HERA (Hadron Elektron Ring Anlage) transcurre bajo sus instalaciones, aunque la mayor parte del anillo HERA se encuentra bajo el parque público de Altona. Es en esta sede donde se ha concentrado gran parte de la investigación de altas energías desde 1960. Aparte de los aceleradores de partículas, hay también un láser de electrones llamado XFEL. Con este proyecto, DESY pretende mantenerse como uno de los institutos de investigación punteros en el mundo.

### Zeuthen
El 1 de enero de 1992, se añadió a DESY una segunda sede gracias a la incorporación del Instituto de Altas Energías de Zeuthen (Institut für Hochenergiephysik IfH), en un municipio de Berlín. La segunda sede colabora en los experimentos de HERA en Hamburgo, por ejemplo en análisis de datos, y en el desarrollo del XFEL. Zeuthen está también implicada en varias actividades más exóticas: 
- Astronomía de neutrinos: ha hecho una contribución sustancial al telescopio de neutrinos AMANDA, que fue completado en 1994 en el Polo Sur, y participa en la construcción de su sucesor, ICECUBE, en el mismo sitio.
- Computación paralela: en la sede, se encuentra el Zentrum für Paralleles Rechnen, que alberga varios ordenadores de computación paralela masiva, que se utilizan, por ejemplo, en física de partículas teórica.
- Rayos gamma de alta energía: un pequeño grupo forma parte del telescopio MAGIC, que detecta rayos gamma en el rango energético de los centenares de giga-electronvoltios.